# Bad Schmiedeberg
Bad Schmiedeberg település Németországban, azon belül Szász-Anhalt tartományban. Lakosainak száma 8053 fő (2023. december 31.).

## Népesség
A település népességének változása:
| Lakosok száma | 8475 | 8361 | 8222 | 8093 | 8107 | 8053 |
|               | 2015 | 2017 | 2019 | 2021 | 2022 | 2023 |